# کیک-اس (کمیک)
کیک-اس (به انگلیسی: Kick-Ass)یک شخصیت خیالی قهرمان است که در کتب کامیک آیکون وجود دارد.و برای اولین بار، در شمارهٔ ۱ مجلهٔ بزن بهادر (Kick-Ass) در فوریه ۲۰۰۸ معرفی شد.